# Респонсорій

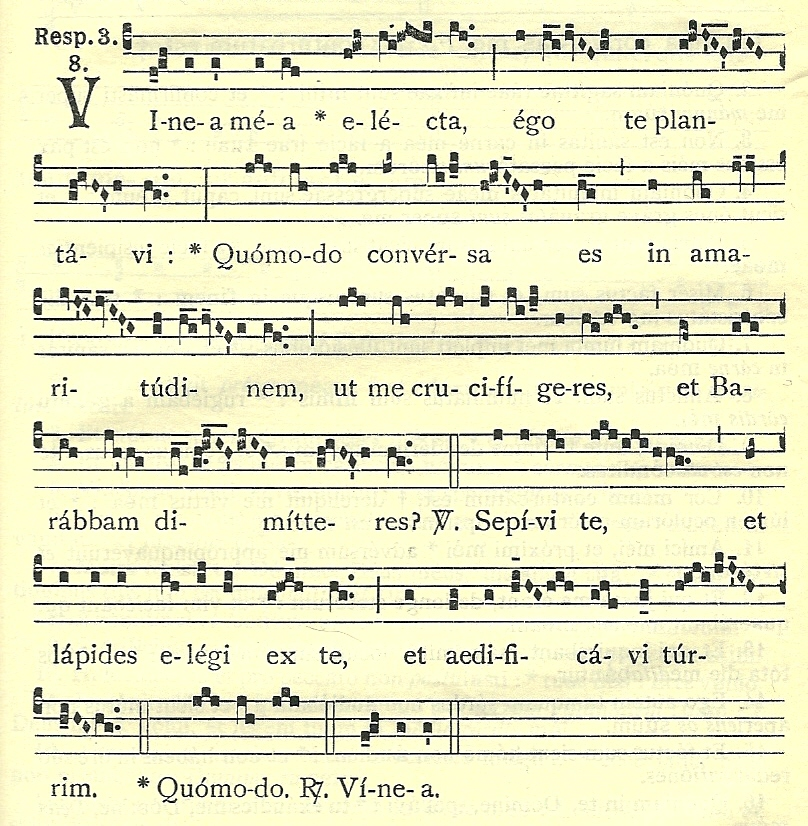
Респонсорій 3 Vinea mea

Респонсо́рій (пізньолат. responsorium, від лат. respondere відповідати) — жанр (форма) монодичних піснеспівів у католицькому офіції. Текстову основу респонсоріїв становить Святе Письмо (головним чином Псалтир) або його парафрази. Розрізняють великий респонсорій (лат. responsorium prolixum, букв. «протяжний респонсорій») і короткий респонсорій (лат. responsorium breve) з лаконічною поетичної строфою і простою силабічною мелодією. У великому респонсорії чергується хоровий (ансамблевий) приспів (лат. responsum — відповідь, звідси назва) з виконанням солістом (прикрашеного багатими мелізмами) псалмового вірша (верс) в особливому, так званому респонсорному тоні.
В епоху пізнього Відродження (після Тридентського собору) і в епоху бароко особливу популярність отримали багатоголосні розспіви великих респонсоріїв Великого четверга, Великої п'ятниці, Великої суботи. Такі респонсорії становили головну прикрасу служіння, що поєднували утреню і лауди, і метафорично позначалася як Ténebrae (букв. «сутінки», у зв'язку з особливостями відправлення обряду — гасіння свічок, спів у сутінках, розглядаються також інші конотації). Багатоголосні респонсорії писали такі композитори як Джезуальдо, Орландо ді Ласо, Палестрина, Крістобаль де Моралес, Томас Луїс де Вікторія, Марк Антуан Шарпантьє, Джезуальдо да Веноза, Франсуа Куперен, Алессандро Скарлатті, Ян Дісмас Зеленка, Томас Зелле, Йоганн Міхаель Гайдн та інші композитори.
Після реформ Другого Ватиканського собору, що призвели до спрощення богослужіння і перекладу богослужбових текстів на сучасні (головним чином, європейської) мови, технічно складні великі респонсорії можна почути в концертних програмах і в аудіозаписах автентистів.
Респонсорії Великого Четверга
1. In monte Oliveti oravit ad Patrem // На горі Оливній Він молив отця
2. Tristis est anima mea usque ad mortem // Моя душа сумна до смерті
3. Ecce vidimus eum // Ось ми бачили Його
4. Amicus meus osculi me tradidit signo // Друг мій знаком поцілунку зрадив мене
5. Judas mercator pessimus // Юда, купець мерзенний
6. Unus ex discipulis meis // Один з учнів моїх
7. Eram quasi agnus innocens // Я був як агнець невинний
8. Una hora non potuistis vigilare mecum // не змогли ви й однієї години попильнувати зо Мною
9. Seniores populi consilium fecerunt // Старійшини народу склали задум

Респонсорії Великої П'ятниці
1. Omnes amici mei dereliquerunt me // Всі друзі мої лишили мене
2. Velum templi scissum est // Завіса в храмі роздерлась
3. Vinea mea electa // Виноградник мій відбірний
4. Tamquam ad latronem existis // Немов на розбійника вийшли ви
5. Tenebrae factae sunt // Темрява сталась
6. Animam meam dilectam tradidi in manus iniquorum // Душу свою віддаю у руки безбожних
7. Tradiderunt me in manus impiorum // Кинув у руки безбожних мене
8. Jesum tradidit impius // Зрадив Ісуса безбожний
9. Caligaverunt oculi mei a fletu meo // Затьмилося очі мої від плачу мого

Респонсорії Великої Суботи
1. Sicut ovis ad occisionem ductus est // Як вівцю на заріз Його ведено
2. Jerusalem surge // Повстань, Єрусалим!
3. Plange quasi virgo, plebs mea // Плач як діва, народе мій!
4. Recessit Pastor noster // Відійшов наш пастир
5. O vos omnes qui transitis per viam // Усі, що проходять дорогою,
6. Ecce quomodo moritur justus // Ось коли праведник помирає
7. Astiterunt reges terrae // Повстають царі землі
8. Aestimatus sum cum descendentibus in lacum // Я до тих прирахований став, що в могилу відходять
9. Sepulto Domino // Коли був похований Господь

## Нотні видання
- Liber responsorialis pro festis I. classis et communi sanctorum juxta ritum monasticum. Solesmis, 1895 (важнейший сборник дореформенных одноголосных респонсориев).
- Liber usualis. Tournai, 1950.